# Rusolija
Rusolija (albanska: Maja Rusolija) är en bergstopp i Kosovo. Den ligger i den västra delen av landet, 80 km väster om huvudstaden Priština. Toppen på Rusolija är 2 361 meter över havet.
Terrängen runt Rusolija är bergig åt sydost, men åt nordväst är den kuperad. Runt Rusolija är det ganska tätbefolkat, med 222 invånare per kvadratkilometer. Närmaste större samhälle är Pejë, 10,7 km söder om Rusolija. I omgivningarna runt Rusolija växer i huvudsak blandskog.